# 호주마차

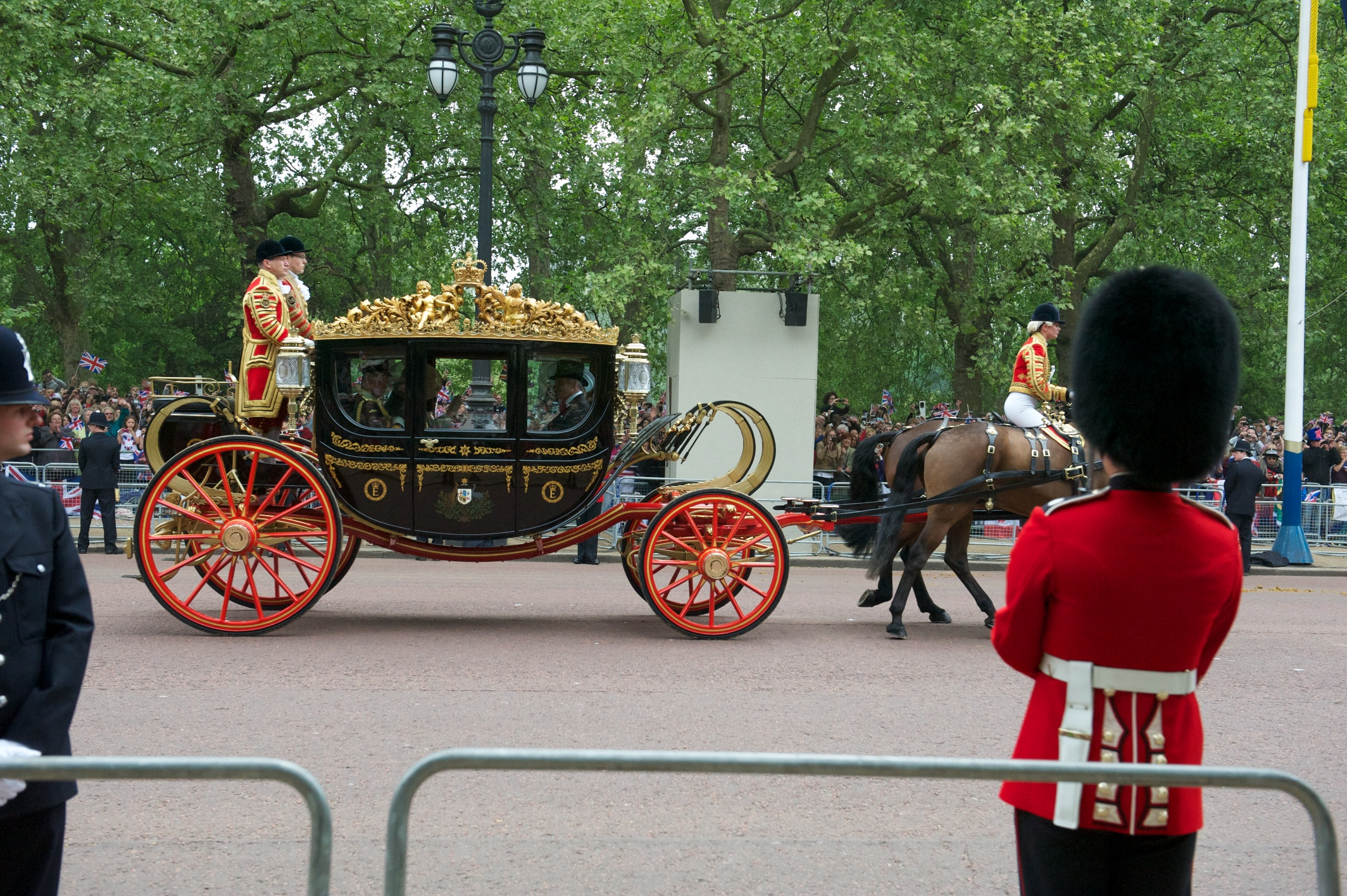

호주마차(Australian State Coach)는 영국 여왕이 타는 마차이다. 1988년 호주 건국 200주년 기념으로 호주 정부가 선물했다. 영국 여왕 마차 중에 최신이다.
2013년 11월 6일 박근혜 대통령이 국빈방문하여 탑승했다.